# Lijst van rijksmonumenten in Marssum
De plaats Marssum telt 11 inschrijvingen in het rijksmonumentenregister. Hieronder een overzicht. 
| Object | Oorspronkelijke functie?  | Bouwjaar                                                                                            | Architect                 | Locatie                     | Coördinaten?                  | Nr.?  | Afbeelding |
| --- | ------------------------- | --------------------------------------------------------------------------------------------------- | ------------------------- | --------------------------- | ----------------------------- | ----- | --- |
| Laag pand onder zadeldak tussen topgevels met schoorstenen waarop borden en met dakkapel met klauwstukken en driehoekig fronton | Woonhuis                  | |                           | Binnenbuorren 27            | 53° 12' 41" NB, 5° 43' 45" OL | 28616 | Laag pand onder zadeldak tussen topgevels met schoorstenen waarop borden en met dakkapel met klauwstukken en driehoekig fronton |
| Vijf traveeën breed laag pand met omlijste ingang met bovenlicht onder schilddak met segmentvormig bekroonde dakkapel           | Woonhuis                  | 1849                                                                                                |                           | Binnenbuorren 28            | 53° 12' 42" NB, 5° 43' 45" OL | 28617 | Vijf traveeën breed laag pand met omlijste ingang met bovenlicht onder schilddak met segmentvormig bekroonde dakkapel           |
| Lunia State | Boerderij                 | 1726                                                                                                |                           | Bitgumerdyk 87              | 53° 12' 59" NB, 5° 43' 43" OL | 28618 | Meer afbeeldingen |
| Kop-hals-rompboerderij zadeldak met schoorstenen en borden en met stal onder hoog met pannen belegd schilddak                   | Boerderij                 | 18e eeuw (houtskelet stal) grotendeels 1850-1875 (huidige vorm)                                     |                           | Hegedijk 1                  | 53° 12' 32" NB, 5° 43' 51" OL | 28619 | Kop-hals-rompboerderij zadeldak met schoorstenen en borden en met stal onder hoog met pannen belegd schilddak                   |
| Poptagasthuis | Sociale zorg, liefdadigh. | 1711 1852 (uitbr.) 1952 (verb.)                                                                     |                           | Hegedijk 6                  | 53° 12' 39" NB, 5° 43' 48" OL | 28620 | Meer afbeeldingen |
| Vier traveeën breed pand onder zadeldak tegen topgevel met vlechtingen en wapensteen                                            | Woonhuis                  | 1786                                                                                                |                           | Buorren 10                  | 53° 12' 40" NB, 5° 43' 45" OL | 28621 | Meer afbeeldingen |
| Sint-Pontianuskerk (Hervormde kerk)                                                                                             | Kerk en kerkonderdeel     | 12de eeuw (schip) 13e eeuw (toren, uitbr. schip) 15e eeuw (verb.) 1650-1675 (koor) 18e eeuw (verb.) |                           | Buorren 20                  | 53° 12' 39" NB, 5° 43' 40" OL | 28622 | Meer afbeeldingen |
| Poptaslot (Heringastate) | Kasteel, buitenplaats     | 1500-1550 1631 (ingangstoren) 1780 (uitbr.) 19e eeuw (uitbr.) 1906-'08 (rest.) kort daarna: serre   | J.F.L. Frowein (1906-'08) | Slotleane 1                 | 53° 12' 35" NB, 5° 43' 45" OL | 28623 | Meer afbeeldingen |
| Marssumermolen | Industrie- en poldermolen | 1903 2000 (rest.)                                                                                   |                           | R. Veemanstrjitte 1b        | 53° 12' 45" NB, 5° 43' 9" OL  | 28624 | Meer afbeeldingen |
| Terpzigt | Industrie- en poldermolen | 1888 1981 (rest.)                                                                                   |                           | bij Hegedijk 44             | 53° 12' 15" NB, 5° 43' 28" OL | 28625 | Meer afbeeldingen |
| Terp | Archeologisch monument    | begin jaartelling                                                                                   |                           | tussen Buorren en Slotleane | 53° 12' 34" NB, 5° 43' 40" OL | 45655 | Upload foto |